# Pseudalomya takeii
Pseudalomya takeii är en stekelart som beskrevs av Kusigemati 1984. Pseudalomya takeii ingår i släktet Pseudalomya och familjen brokparasitsteklar. Inga underarter finns listade i Catalogue of Life.